# Enrico Castello
Enrico Castello dit Chin (III) ou Richin ou encore Verdenne (Rivarolo, 1890 - Gênes, 1966) est un illustrateur et un peintre futuriste italien du XXe siècle.

## Biographie
Enrico Castello a fréquenté l'Accademia di Brera à Milan et, à partir des années 1920, adhéra au mouvement futuriste.
Au cours de cette période sa production artistique se concentra sur la peinture aérofuturiste et sur des sujets à caractère sportif qui constituaient les principaux thèmes de la peinture futuriste de l'époque.
Il eut aussi un certain succès comme illustrateur pour le Corriere dei Piccoli et pour le Cartoccino dei Piccoli (hebdomadaire pour enfants qui fut édité de 1929 à 1936 par la maison d'édition Cartoccino de Monza).
Au début des années 1930 Enrico Castello collabora avec la revue pour les jeunes de la Croix-Rouge italienne La crociata dei giovani.
Il demeura pendant une longue période à Belo Horizonte (Brésil) où il enseigna l'histoire de l'art.
Après la Seconde Guerre mondiale, il rentra en Italie où il reprit son travail d'illustrateur.
Sa production artistique ne fut pas particulièrement appréciée de son vivant et ce ne fut qu'après sa mort (1966) que débuta la réhabilitation de son œuvre.
À partir des années 1970 ses tableaux furent exposés dans diverses expositions, surtout à Gênes.

## Œuvres
- Evoluzioni di aereo (1918)
- Calciatori (1920)

## Sources
- (it) Cet article est partiellement ou en totalité issu de l’article de Wikipédia en italien intitulé « Enrico Castello » (voir la liste des auteurs).